# Антон Шнајдер
Антон Шнајдер (1777 — 1820) био је адвокат и вођа форарлбершких сељака у устанку против Француза 1809. године (Тиролски устанак). 
После неуспелог устанка, био је заробљен, а миром у Бечу од 14. октобра 1809. године амнестиран. Поново је покушао 1813. године да подигне устанак у Тиролу и Форарлбергу, али је брзо ухапшен и протеран. 